# Nicolae Vereș
Nicolae Vereș (n. 18 decembrie 1924, Coroisânmărtin, România – d. 24 iulie 1988, Târgu Mureș, România) a fost un demnitar comunist român de origine maghiară, membru de partid din 1946. Meseria de bază a lui Nicolae Vereș era ceea de instalator apă - gaze. În 1971, Nicolae Vereș a fost decorat  cu Ordinul Steaua Republicii Socialiste România.
În perioada 1984 - iunie 1988 este ambasadorul României la Budapesta, fiind înlocuit de către Traian Pop. La sfârșitul mandatului său  precum și pe parcursul mandatului deținut de către Pop, relațiile diplomatice româno - maghiare sunt grav marcate de politica de asimilare forțată de minorităților naționale din România, proiectul de sistematizare a satelor sau de problema refugiaților români stabiliți în Ungaria.  
Nicolae Vereș a fost retras din capitala maghiară în urma protestului din 27 iunie 1988 îndreptat planului de sistematizare. Până la numirea lui Pop, statul român a fost reprezentant de însărcinatul cu afaceri, Ioan Chira (fost ofițer de Securitate, șeful cenzurii din Oradea).  
Nicolae Vereș a fost făcut direct responsabil de către Nicolae Ceuașescu pentru evenimentul din 27 iunie 1988: „bandiții fasciști la Budapesta au organizat o manifestație anti română și antisocialistă”. În urma acestui eveniment a făcut infarct, care i-a cauzat decesul.   

## Studii
- Școala primară în satul Coroi (absolvită în 1938)
- Școala de maiștri
- Liceul teoretic
- Școala centrală a U.T.M. (1950)
- Școala Superioară de Partid „Ștefan Gheorghiu“ - Facultatea de economie generală (curs fără frecvență)

## Distincții
- Ordinul „Tudor Vladimirescu” clasa a III-a (30 aprilie 1966) „cu prilejul celei de-a 45-a aniversări de la înființarea Partidului Partidului Comunist din România, pentru merite deosebite în opera de construire a socialismului”[5]
- Ordinul „Steaua Republicii Socialiste România” clasa a II-a (4 mai 1971) „cu prilejul aniversării a 50 de ani de la constituirea Partidului Comunist Român, [...] pentru merite deosebite în opera de construire a socialismului”[6]